# Chiese della Comunità Rotaliana-Königsberg
Questa voce include tutte le chiese cristiane situate entro i confini della Comunità Rotaliana-Königsberg, nella provincia autonoma di Trento. 
Gli edifici sono elencati in liste suddivise per comune; includono quasi trenta chiese consacrate (sebbene non tutte officiate regolarmente), a cui si aggiungono alcune cappelle. Gli edifici di culto appartengono tutti alla confessione cattolica e fanno parte dell'arcidiocesi di Trento.

## Comune di Lavis
| Esterno          | Interno | Nome                                             | Periodo storico                                   | Ubicazione                                                                 | Informazioni |
| ---------------- | ------- | ------------------------------------------------ | ------------------------------------------------- | -------------------------------------------------------------------------- | --- |
|                  |         | Chiesa di Sant'Anna                              | Citata XVI secolo, edificio odierno XVIII secolo  | Pressano, piazza Giovanni Nepomuceno della Croce 46°09′13.5″N 11°06′24.3″E | Citata nel 1579, all'epoca situata all'interno del cimitero. Nel 1727 venne ricostruita poiché gravemente degradata, nel 1745 venne aggiunto il campanile. Dal XIX secolo è attestata l'intitolazione a sant'Anna, mentre prima era dedicata alla Madonna di Caravaggio. A inizio Novecento era usata solo come deposito e di nuovo molto rovinata, tanto che si pensò di demolirla; venne invece restaurata nel 1923. |
|                  |         | Chiesa dell'Ausiliatrice                         | Fondata XIX secolo, edificio odierno XX secolo    | Località Maso Rover 46°09′42.6″N 11°06′44.1″E                              | Costruita nel 1838, e poi riedificata in diversa posizione nel 1905. |
|                  |         | Chiesa di San Felice da Nola                     | Citata XII secolo, edificio odierno XV secolo     | Pressano, piazza Giovanni Nepomuceno della Croce 46°09′13.9″N 11°06′23.7″E | Parrocchiale. Citata per la prima volta nel 1163; venne ricostruita nel 1494-99, e seguirono numerosi interventi sostanziali, in particolare il rifacimento del presbiterio (1679), l'allungamento della navata e la nuova facciata (1906-08). |
|                  |         | Chiesa di San Giovanni Nepomuceno                | XVIII secolo                                      | Lavis, via Giacomo Matteotti 46°08′20.9″N 11°06′43.81″E                    | Costruita come cappella privata dell'attiguo palazzo de Coredo nel 1755. |
|                  |         | Chiesa della Madonna di Loreto                   | XVIII secolo                                      | Lavis, piazza Loreto, 1 46°08′19.3″N 11°07′06.4″E                          | Costruita intorno al 1700 sul modello della Santa Casa di Loreto; la chiesetta venne inondata diverse volte dalle piene del torrente Avisio (ad esempio nel 1719 e nel 1757). |
|                  |         | Chiesa di Santa Maria Assunta                    | Citata XVI secolo                                 | Sorni, piazza dell'Assunta 46°10′19.8″N 11°07′33.4″E                       | Parrocchiale. Citata nel 1636, in origine dedicata alla Madonna dell'Aiuto; l'intitolazione all'Assunta è documentata dalla prima metà del XIX secolo. Dopo il 1843 venne aggiunta la sagrestia, e nel 1873 sorse il campanile. L'edificio rimase chiuso per inagibilità dal 1981 fino al restauro nel 1983. |
|                  |         | Chiesa di Santa Teresa del Bambino Gesù          | XX secolo                                         | Lavis, via Paganella 46°08′16.5″N 11°06′27.6″E                             | Costruita nel 1929-30 sul luogo di una preesistente edicola votiva. |
|                  |         | Chiesa di Sant'Udalrico                          | Citata XIII secolo, edificio odierno XVIII secolo | Lavis, via Sant'Udalrico 46°08′18.41″N 11°06′55.35″E                       | Parrocchiale. Una prima cappella (o edicola) dedicata a sant'Udalrico è citata nel 1240; un ampliamento è documentato nel 1450, a cui seguì l'innalzamento del campanile nel 1488. La struttura venne riedificata una prima volta nel 1591-1600 (eccetto il campanile, che venne solo rialzato), e una seconda volta tra il 1750 e il 1777.                                                                            |
| Cappelle         |         |                                                  |                                                   |                                                                            | |
|                  |         | Cappella della Santa Croce                       | XIX secolo                                        | Lavis, via Nazionale 46°08′28.2″N 11°06′18.3″E                             | Cappella cimiteriale, costruita nel 1892. |
|                  |         | Cappella (o capitello) della Madonna del Carmine | Citata XVIII secolo                               | Lavis, vile G. Mazzini 46°08′14.23″N 11°06′17.74″E                         | Menzionata come capitello nel 1724, e come cappella 1812; storicamente è stata usata anche come cappella mortuaria per gli annegati. |
| Chiese scomparse |         |                                                  |                                                   |                                                                            | |
|                  |         | Chiesa dei Santi Fabiano e Sebastiano            | Citata XVIII secolo                               | Lavis, lungo l'odierna via Roma                                            | Oratorio della confraternita dei battuti, nel 1775-77 ospitò le celebrazioni durante la riedificazione della chiesa di Sant'Udalrico; venne soppresso nel 1787, e non è più esistente. |

## Comune di Mezzocorona
| Esterno          | Interno | Nome                                      | Periodo storico                                | Ubicazione                                                    | Informazioni |
| ---------------- | ------- | ----------------------------------------- | ---------------------------------------------- | ------------------------------------------------------------- | --- |
|                  |         | Chiesa dell'Immacolata, o di San Gottardo | XX secolo                                      | Mezzocorona, via San Giovanni Bosco 46°12′59.2″N 11°07′15.1″E | Eretta nel 1952 assieme all'attigua scuola materna; l'intitolazione a san Gottardo è popolare, in memoria dell'omonima cappella che sorgeva a castel San Gottardo. |
|                  |         | Chiesa di San Lorenzo                     | XVIII secolo                                   | Monte 46°13′29″N 11°07′12″E                                   | Costruita da un privato nel 1787, ad uso dei villeggianti sul monte di Mezzocorona; nel 1880 passò al Comune, e negli anni 1950 venne aggiunto il portico. |
|                  |         | Chiesa di Santa Maria Assunta             | Citata XII secolo, edificio odierno XIX secolo | Mezzocorona, via San Giovanni Bosco 46°13′01.6″N 11°07′11.4″E | Parrocchiale. Antica chiesa pievana, attestata dal 1199: questa prima chiesa romanica venne sostituita da un'altra nel XIV secolo, la quale venne ampliata nel tra il 1494 e il 1538; questi lavori inclusero un alzamento del campanile, a cui ne seguì un altro nel 1750-57. La chiesa venne demolita e ricostruita, ad eccezione della torre campanaria, tra il 1862 e il 1866.                                                     |
|                  |         | Chiesa di San Michele Arcangelo           | XVIII secolo                                   | Mezzocorona 46°12′58.3″N 11°07′29.3″E                         | Chiesa cimiteriale, costruita nel 1722 al posto di un precedente edificio che era in diversa posizione; il cimitero venne disposto intorno presso questa chiesetta solo successivamente, nel 1808. |
| Cappelle         |         |                                           |                                                |                                                               | |
|                  |         | Cappella di San Giovanni Nepomuceno       | XVIII secolo                                   | Mezzocorona, via Cesare Battisti 46°13′00.8″N 11°06′27.9″E    | Fatta costruire falla famiglia Firmian nella prima metà del XVIII secolo; passata di mano alcune volte dopo l'estinzione della linea dinastica, finì per cadere in degrado e venne restaurata nel 1840. |
| Chiese scomparse |         |                                           |                                                |                                                               | |
|                  |         | Cappella di San Gottardo                  | Citata XV secolo                               | Castel San Gottardo 46°13′13.03″N 11°06′31.65″E               | Antica cappella di Castel San Gottardo, citata per la prima volta nel 1429. La chiesetta era assai famosa nella zona (tanto che persino la cittadina di Mezzocorona era talora detta "Mezo San Gottardo"), e fu anche custodita da eremiti fino alla seconda metà del Settecento, dopodiché la chiesa venne abbandonata e andà velocemente in rovina. La fortezza è ora un rudere, e dell'edificio sacro non restano che poche tracce. |

## Comune di Mezzolombardo
| Esterno | Interno | Nome                                           | Periodo storico                                     | Ubicazione                                                      | Informazioni |
| ------- | ------- | ---------------------------------------------- | --------------------------------------------------- | --------------------------------------------------------------- | --- |
|         |         | Chiesa dell'Addolorata                         | XVII secolo                                         | Mezzolombardo, via Giuseppe Garibaldi 46°12′57.1″N 11°05′16.2″E | Costruita nel 1688; durante l'invasione francese del 1797, venne adibita ad infermeria per i soldati feriti. |
|         |         | Chiesa di Sant'Apollonia                       | XVII secolo                                         | Mezzolombardo, via Sant'Anna 46°12′50.6″N 11°05′15″E            | Parte del complesso del castello della Torre; consacrata nel 1619, ma una cappella sul sito esisteva forse già nel XVI secolo. |
|         |         | Chiesa dell'Immacolata Concezione              | XVII secolo                                         | Mezzolombardo, corso del Popolo 46°12′54.13″N 11°05′34.44″E     | Parte del convento dei francescani, e con esso costruita tra il 1661 e il 1666, inglobando una preesistente edicola votiva. Nel 1670 venne innalzato il campanile, e nel 1672 venne completato il coro. Nel 1834 venne costruita una cappella laterale dedicata all'Addolorata, e nel 1855 venne rifatta la facciata.           |
|         |         | Chiesa della Madonna delle Grazie              | XIX secolo                                          | Borghetto, via Emanuele de Varda 46°12′59.2″N 11°05′26″E        | Costruita per volontà di un privato nel 1887-90, come ex voto alla Madonna per la guarigione da una malattia. |
|         |         | Chiesa della Natività di San Giovanni Battista | Documentata XVI secolo, edificio odierno XIX secolo | Mezzolombardo, piazza Sangiovanni 46°12′37.4″N 11°05′26.9″E     | Parrocchiale. Una chiesa dedicata al Battista esisteva a Mezzolombardo già nel XVI secolo; questa venne ricostruita tra il 1611 e il 1629, e nel 1752-65 venne eretto il campanile. L'edificio venne riedificato una seconda volta tra il 1846 e il 1850; la facciata di quest'ultima struttura venne realizzata solo nel 1930. |
|         |         | Chiesa di San Pietro                           | Fondata XII secolo, edificio odierno XVI secolo     | Mezzolombardo, via Sant'Antonio 46°12′29.1″N 11°05′31.1″E       | Chiesa cimiteriale. Già chiesa pievana costruita nel XII secolo, e riedificata intorno al 1534; fu parrocchiale fino al 1750, quando la sede venne trasferita alla chiesa della Natività di San Giovanni Battista. |

## Comune di Roveré della Luna
| Esterno  | Interno | Nome                     | Periodo storico                                 | Ubicazione                                                         | Informazioni |
| -------- | ------- | ------------------------ | ----------------------------------------------- | ------------------------------------------------------------------ | --- |
|          |         | Chiesa di Santa Caterina | Fondata XVI secolo, edificio odierno XIX secolo | Roveré della Luna, piazza Unità d'Italia 46°14′58.9″N 11°10′11.4″E | Parrocchiale. Edificata nel 1500, demolita nel 1854 e ricostruita nel 1860-61. |
| Cappelle |         |                          |                                                 |                                                                    | |
|          |         | Cappella di Sant'Anna    | XVI secolo                                      | Roveré della Luna, piazza Unità d'Italia 46°14′59.7″N 11°10′11.7″E | In origine cappella cimiteriale, costruita probabilmente assieme al camposanto (che venne in seguito spostato) tra il 1500 e il 1549. Nel 1825 venne sospesa al culto perché in cattive condizioni, e venne quindi adibita a deposito fino al restauro avvenuto nel 1993-94. |

## Comune di San Michele all'Adige
| Esterno  | Interno | Nome                            | Periodo storico                                  | Ubicazione                                                      | Informazioni |
| -------- | ------- | ------------------------------- | ------------------------------------------------ | --------------------------------------------------------------- | --- |
|          |         | Chiesa di Sant'Agata            | Citata XII secolo, edificio odierno XVI secolo   | Faedo, via Sant'Agata 46°11′33.7″N 11°09′40.5″E                 | Citata per la prima volta nel 1145. Questa prima chiesa venne ampliata nella prima metà del Trecento, e poi ricostruita intorno tra il 1496 e il 1513, e nel corso del Cinquecento venne aggiunto anche il protiro. |
|          |         | Chiesa di San Giuseppe          | XVIII secolo                                     | Cadino, via Statale 12 46°13′03.2″N 11°09′12.6″E                | Costruita in data imprecisata tra il 1749 e il 1766. |
|          |         | Chiesa dell'Immacolata          | Citata XVI secolo, edificio odierno XIX secolo   | Grumo, via Sant'Anna 46°11′42.5″N 11°07′48.1″E                  | Citata nel 1515 con dedicazione ai Santi Nicolò e Anna; venne ricostruita nel 1865. |
|          |         | Chiesa di San Michele Arcangelo | Fondata XII secolo, edificio odierno XVII secolo | San Michele all'Adige, via Maso Barco 46°11′39.9″N 11°08′03.8″E | Parrocchiale. Parte di un monastero agostiniano fondato nel 1142; l'intero complesso venne distrutto da un incendio nel 1267, e quindi ricostruito. Una seconda riedificazione seguì nel 1665-83, e poi un ampliamento nel 1713. Il monastero venne soppresso nel 1807 (ora ospita la sede della fondazione Edmund Mach), e la chiesa divenne parrocchiale nel 1813. |
|          |         | Chiesa del Santissimo Redentore | XIX secolo                                       | Faedo, via Sant'Agata 46°11′32.5″N 11°09′39.6″E                 | Parrocchiale. Costruita tra il 1898 e il 1901. |
| Cappelle |         |                                 |                                                  |                                                                 | |
|          |         | Cappella del Crocifisso         |                                                  | Grumo 46°11′52″N 11°07′43.7″E                                   | Cappella cimiteriale. |

## Comune di Terre d'Adige
| Esterno | Interno | Nome                                  | Periodo storico                                | Ubicazione                                                         | Informazioni |
| ------- | ------- | ------------------------------------- | ---------------------------------------------- | ------------------------------------------------------------------ | --- |
|         |         | Chiesa dei Santi Fabiano e Sebastiano | Citata XVI secolo                              | Nave San Rocco, via degli Alpini 46°10′02.6″N 11°06′36″E           | Chiesa cimiteriale, citata per la prima volta nel 1527 e allora dedicata a san Sebastiano (dal 1558 san Fabiano è cointestatario); nel 1660-68 venne rialzato il campanile. Nel 1751 la chiesa è attestata con dedicazione a san Rocco. Con la costruzione della nuova parrocchiale a inizio Novecento, questa chiesa venne sconsacrata e adibita ai più vari scopi (falegnameria, deposito, luogo di detenzione per i prigionieri russi durante la prima guerra mondiale e per breve tempo persino scuola materna); venne restaurata e riaperta al culto nel 1932.                                                                                 |
|         |         | Chiesa dei Santi Filippo e Giacomo    | Citata XIV secolo, edificio odierno XVI secolo | Zambana Vecchia, via per Zambana Vecchia 46°09′34.4″N 11°04′16.8″E | Una cappella dedicata a san Giacomo (san Filippo venne aggiunto dopo) è attestata nel 1355; venne forse ricostruita nella prima metà del XVI secolo. Nel 1767-68 vennero rifatte la facciata e la volta della navata. Nel 1955-56, la chiesa fu uno dei pochissimi edifici a salvarsi dalla totale distruzione del paese, causata da varie frane e colate di fango sganciatesi dalla Paganella (la struttura venne comunque sommersa dal fango fino all'apertura trilobata della facciata). Il paese di Zambana venne ricostruito altrove, ma questa rimase parrocchiale fino al 1965, quando ne venne costruita un'altra nel nuovo centro abitato. |
|         |         | Chiesa di Maria Mater Dei             | XX secolo                                      | Zambana, piazza Santi Filippo e Giacomo 46°09′05″N 11°05′50.2″E    | Parrocchiale. Costruita nel 1964-65 a servizio del nuovo centro abitato di Zambana. |
|         |         | Chiesa di San Rocco                   | XIX secolo                                     | Nave San Rocco, Ezio Maccani, 6 46°09′59.4″N 11°06′36.6″E          | Parrocchiale. Costruita nel 1855-59 in sostituzione dell'odierna chiesa cimiteriale. Il campanile venne innalzato nel 1911. |